# Општина Теребешти (Сату Маре)
Теребешти (рум. Terebeşti) општина је у Румунији у округу Сату Маре.
Oпштина се налази на надморској висини од 117 m.